# عدنان عدوس
عدنان سليمان عدوس (مواليد 26 سبتمبر 1987) لاعب كرة قدم أردني يلعب في مركز وسط هجومي في نادي الوحدات ومنتخب الأردن. يمتاز بالسرعة واللعب بكلا القدمين، ولذلك عادة ما يلعب في مركز الظهير الأيمن، وقد تلقى عروضا من أندية أردنية عديدة.

## روابط خارجية
- عدنان عدوس على موقع قاعدة بيانات كرة القدم.إي يو (الإنجليزية)
- عدنان عدوس على موقع ناشيونال فوتبول تيمز (الإنجليزية)
- عدنان عدوس على موقع كووورة